# شین-اتسو

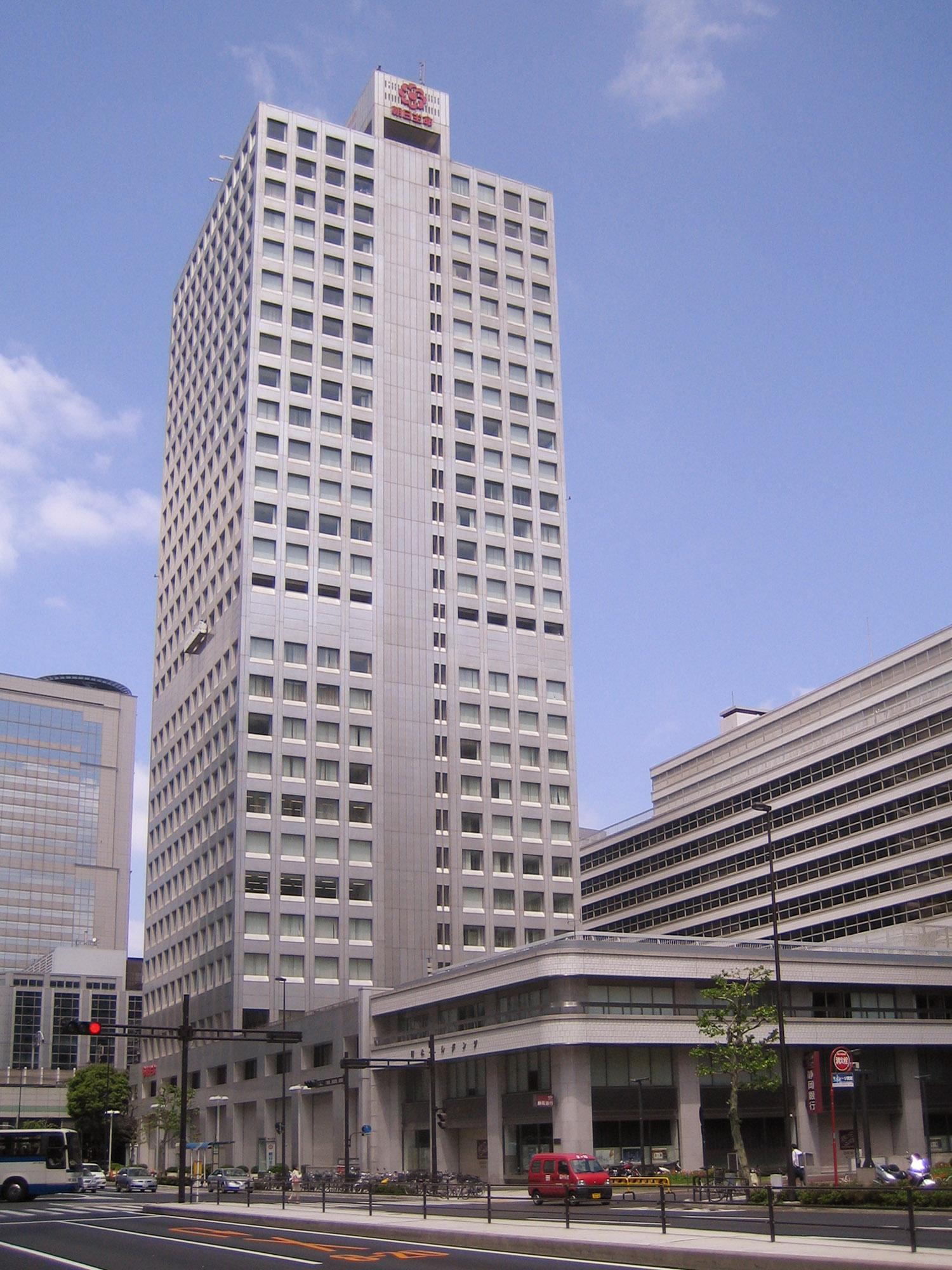
ساختمان دفتر مرکزی شین-اتسو در چیودا، توکیو

شین-اتسو (به ژاپنی: 信越化学工業) شرکت صنایع شیمیایی ژاپنی است، که هم‌اکنون دارای ۴ کارخانه تولید مواد شیمیایی در ژاپن می‌باشد و محصولات خود را به ۱۹ کشور جهان عرضه می‌کند.
شرکت شین-اتسو در سال ۱۹۲۶ تأسیس شد و در سال ۲۰۱۲ در فهرست فوربز جهانی ۲۰۰۰ رتبه نهم از بزرگترین تولیدکنندگان مواد شیمیایی را به خود اختصاص داد.
دفتر مرکزی این شرکت در منطقه اوته‌ماچی، چیودا شهر توکیو قرار دارد و بخشی از سهام آن در بازارهای بورس ناگویا، بورس اوساکا و بورس توکیو معامله می‌شود.